# U (kana)
U (romanização do hiragana う ou katakana ウ) é um dos kana japoneses que representam um mora. No sistema moderno da ordem alfabética japonesa (Gojūon), ele ocupa a 3.ª posição do alfabeto, entre I e E.
O caractere pode ser combinado a um dakuten (somente em katakana), para formar o ヴ (vu), um som não-existente na língua japonesa.
| Forma                         | Romaji | Hiragana        | Katakana        |
| ----------------------------- | ------ | --------------- | --------------- |
| Normal a/i/u/e/o (あ行 a-gyō) | u      | う              | ウ              |
| Normal a/i/u/e/o (あ行 a-gyō) | uu ū   | うう, うぅ うー | ウウ, ウゥ ウー |

| wha  | うぁ | ウァ |
| wi   | うぃ | ウィ |
| (wu) | (う) | (ウ) |
| we   | うぇ | ウェ |
| who  | うぉ | ウォ |

| va | - | ヴァ |
| vi | - | ヴィ |
| vu | - | ヴ   |
| ve | - | ヴェ |
| vo | - | ヴォ |

## Formas variantes
Versões menores do kana (ぅ, ゥ) são utilizadas para expressar moras estrangeiros na língua japonesa, como トゥ (tu).

## Formas alternativas
No Braile Japonês, う ou ウ são representados como:
| ●  | ●  |
| － | － |
| － | － |

O Código Morse para う ou ウ é: ・・－

## Traços

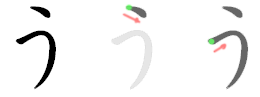
Seqüência de traços para escrita do う

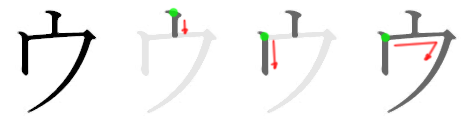
Seqüência de traços para escrita do ウ